# Muscle extenseur de l'index
Le muscle extenseur de l'index  (ou muscle extenseur propre de l'index) est un muscle de l'avant-bras. Il est situé dans la partie profonde de la loge postérieure de l'avant bras.

## Origine
Le muscle extenseur de l'index se fixe en bas de la face postérieure de l'ulna et de la membrane interosseuse de l'avant-bras sous l'origine du muscle long extenseur du pouce.

## Trajet
Le muscle extenseur de l'index passe sous les muscles extenseur du petit doigt et extenseur des doigts de la main.

## Insertion
Le muscle extenseur de l'index se termine par un tendon qui passe dans le rétinaculum des muscles extenseurs de la main et fusionne avec le tendon de l'index du muscle extenseur des doigts de la main au niveau de la tête du deuxième métacarpien. Par l'intermédiaire de ce dernier tendon, il s'insère sur les faces dorsales des bases des phalanges proximale, moyenne et distale de l'index.
Le tendon du  muscle extenseur de l'index est dans la même gaine synoviale que celui du muscle extenseur commun des doigts.

## Innervation
Le muscle extenseur de l'index le nerf du muscle extenseur de l'index issu du rameau profond du nerf radial.

## Action
Le muscle extenseur de l'index est extenseur de l'index et légèrement extenseur du poignet.

## Galerie

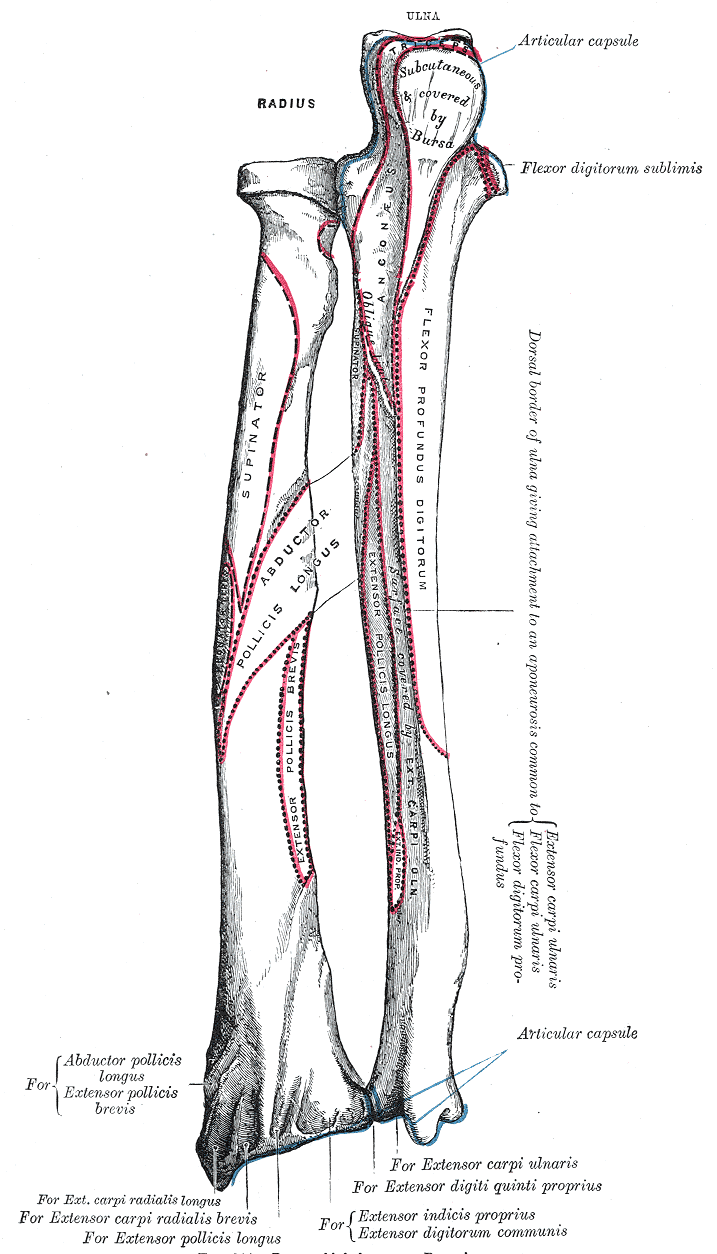
origine ulnaire du muscle extenseur de l'index (Ext. ind. propr.).
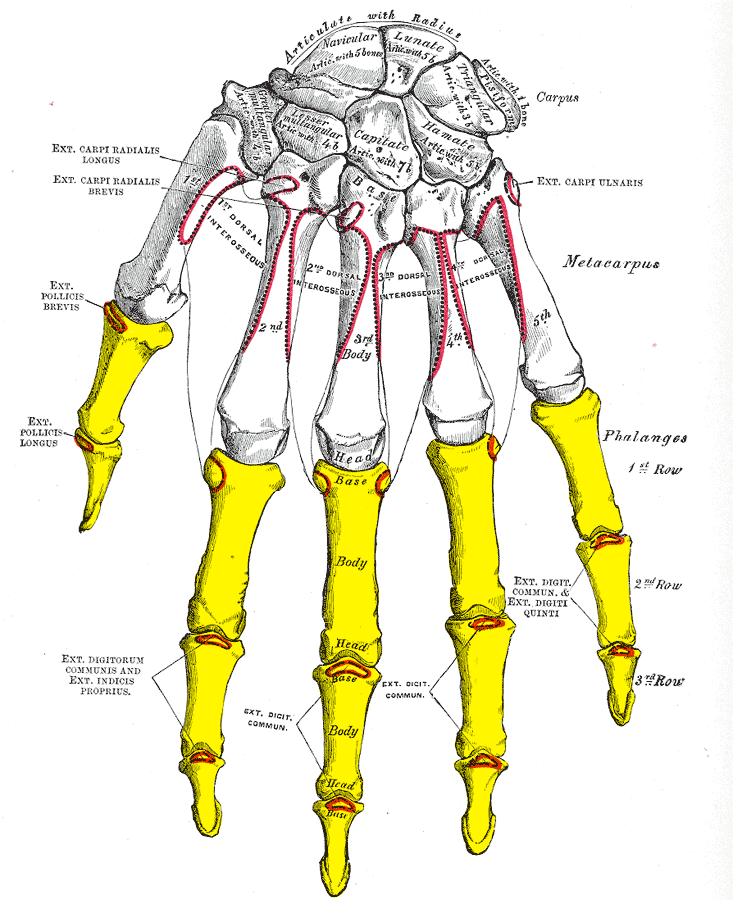
Insertion sur les phalanges moyenne et distales de l'index du muscle extenseur de l'index (Ext. digitorum communis and ext. indicis proprius).